# Takahashi Hideto
Takahashi Hideto (高橋 秀人 sinh ngày 17 tháng 10 năm 1987) là một cầu thủ bóng đá người Nhật Bản thi đấu cho Sagan Tosu.

## Thống kê sự nghiệp

### Câu lạc bộ
Cập nhật đến ngày 23 tháng 2 năm 2018.
| Câu lạc bộ    | Mùa giải | Giải vô địch | Giải vô địch | Cúp1    | Cúp1      | Cúp Liên đoàn2 | Cúp Liên đoàn2 | Châu lục3 | Châu lục3 | Tổng    | Tổng      |
| Câu lạc bộ    | Mùa giải | Số trận      | Bàn thắng    | Số trận | Bàn thắng | Số trận        | Bàn thắng      | Số trận   | Bàn thắng | Số trận | Bàn thắng |
| ------------- | -------- | ------------ | ------------ | ------- | --------- | -------------- | -------------- | --------- | --------- | ------- | --------- |
| FC Tokyo      | 2010     | 3            | 0            | 1       | 0         | 3              | 0              | -         | -         | 7       | 0         |
| FC Tokyo      | 2011     | 32           | 4            | 6       | 1         | -              | -              | -         | -         | 38      | 5         |
| FC Tokyo      | 2012     | 33           | 1            | 3       | 0         | 5              | 0              | 6         | 1         | 47      | 2         |
| FC Tokyo      | 2013     | 32           | 2            | 4       | 0         | 4              | 0              | -         | -         | 40      | 2         |
| FC Tokyo      | 2014     | 32           | 3            | 3       | 0         | 5              | 0              | -         | -         | 40      | 3         |
| FC Tokyo      | 2015     | 29           | 4            | 2       | 0         | 8              | 0              | -         | -         | 39      | 4         |
| FC Tokyo      | 2016     | 19           | 0            | 2       | 0         | 4              | 1              | 4         | 0         | 29      | 1         |
| U-23 FC Tokyo | 2016     | 2            | 0            | -       | -         | -              | -              | -         | -         | 2       | 0         |
| Vissel Kobe   | 2017     | 22           | 1            | 3       | 0         | 6              | 0              | -         | -         | 31      | 1         |
| Tổng          | Tổng     | 204          | 15           | 21      | 1         | 32             | 1              | 10        | 1         | 267     | 18        |

1Bao gồm Cúp Hoàng đế Nhật Bản.
2Bao gồm J. League Cup.
3Bao gồm Giải vô địch bóng đá các câu lạc bộ châu Á.

## Danh hiệu

### Câu lạc bộ
F.C. Tokyo
- J. League Division 2 (1): 2011
- Cúp Hoàng đế Nhật Bản (1): 2011

### Nhật Bản
- EAFF Cúp bóng đá Đông Á (1): 2013